# Franca Pieroni Bortolotti
Franca Pieroni Bortolotti (Florència, 4 d'octubre de 1925 – Florència, 24 de novembre 1985) va ser una historiadora italiana, «pionera de la història cultural i política del moviment d'emancipació de les dones a Itàlia».

## Biografia
Franca Pieroni (Bortolotti era el cognom del seu marit) va néixer en una família antifeixista. La seva mare era cosidora a domicili i el seu pare, després de ser obrer en un taller, va establir pel seu compte un negoci de màquines eina. Pieroni estava orgullosa de les seves arrels antifeixistes i de gran recordava quan, essent encara una nena, el pare va explicar-li per què no anaven a les trobades massives de suport al règim de Mussolini i es quedaven tancats a casa. Després dels primers contactes que el 1940 va tenir amb alguns comunistes, aviat va escriure un article per a la premsa clandestina. Amb el Partit Comunista Italià, en el qual es va inscriure l'hivern de 1942-1944, va participar en l'alliberament de Florència. El 1950 va reprendre els seus estudis universitaris a la Facultat de Filosofia i Lletres de la Universitat de Florència, després d'uns anys en què s'havia dedicat només a la política. Va ser la primera persona de la seva família que no només estudiava a la universitat, sinó que anava més enllà dels estudis primaris.
En la dècada de 1950, tot i mantenir-se fidel al Partit, va tenir dubtes de consciència a causa de la deriva que havia pres la Unió Soviètica. En un escrit autobiogràfic de 1956, quan Palmiro Togliatti era al front del Partit Comunista Italià, Pieroni justificava la seva pròpia continuïtat en el partit per la defensa dels drets dels obrers i pagesos italians i la lluita per transformar la societat italiana i deia que «atribuir a Togliatti o al Comitè Central qualsevol responsabilitat de tot el que ha passat és com prendre-se-la contra algú que travessa el carrer i rep un cop al cap d'un maó que algú ha llençat des de dalt».
El 1952 es va llicenciar en història moderna amb una tesina sobre les idees de Guizot, treball que li va dirigir Gaetano Salvemini. Del 1950 al 1956 va col·laborar a la revista Noi donne, amb el pseudònim Silvia Bisenzio. Important per a la seva formació d'historiadora va ser Delio Cantimori, que li va suggerir que deixés l'ensenyament i es dediqués exclusivament a la recerca històrica.
Va estar casada amb l'arquitecte Lando Bortolotti, a qui va conèixer a la cèl·lula del Partit Comunista Italià de la Universitat quan tots dos eren estudiants. Van tenir un fill, Franco, nascut el 1957. L'any 1961 la família es va traslladar a Liorna, on Bortolotti va començar a treballar com a arquitecte urbanista de l'Ajuntament d'aquella ciutat.
Franca Pieroni Bortolotti va morir a Florència el 24 de novembre de 1985 a causa de la malaltia o síndrome de Binswanger, coneguda també com a encefalopatia subcortical arterioescleròtica, una malaltia degenerativa del sistema nerviós.

## Trajectòria professional
Va començar la seva pràctica de recerca amb un estudi sobre les cigarreres de Florència entre finals del segle xix i el feixisme, que va publicar-se el 1960. Per a la seva tesi de perfeccionament, que va defensar el 1961, va treballar sobre Anna Maria Mozzoni, figura destacada en la lluita per l'emancipació de la dona en la Itàlia posterior al Risorgimento. El mateix any va presentar el resultat de la seva recerca en un congrés sobre «Cent anys d'emancipació femenina a Itàlia» i després en el llibre Alle origini del movimento femminile in Italia 1848-1892, publicat a Torí el 1963.
Altres temes de la seva recerca van ser el moviment polític de les dones entre final del segle xix i l'adveniment del feixisme i la difícil relació entre emancipacionisme i socialisme. En col·laboració amb Nicola Badaloni, a l'estudi dels orígens del Partit Comunista Italià a Liorna. Fruit d'aquesta recerca van ser tres assajos sobre la Liorna comunista i antifeixista, publicats després en el llibre Movimento operaio e lotta politica a Livorno:1900-1926. Va treballar també sobre la figura de Francesco Misiano, un comunista dels primers temps mort a la Unió Soviètica el 1936. El 1974 va publicar Socialismo e questione femminile in Italia 1892-1922, en què feia de nou reflexions sobre aquella època i destacava la incomprensió del socialisme per la lluita en favor de les dones, de qualsevol condició econòmica i social, que havien dut a terme les que consideraven «feministes burgeses» i criticava que el Partit Socialista Italià hagués obligat les seves militants a no mantenir-hi cap relació.
A partir del 1973, va ensenyar, a la Universitat de Siena, història dels partits i moviments polítics i, des del 1980, història del Risorgimento.
El seu darrer llibre, La donna, la pace, l'Europa. L'associazione internazionale delle donnne dalle origini alla prima guerra mondiale va publicar-se quan ja estava greument malalta i va sortir pocs dies abans de la seva mort.

## Reconeixement
El 1990, l'Ajuntament de Florència, amb la col·laboració de la Societat Italiana d'Historiadores, va crear el «Premi Franca Pieroni Bortolotti», com a reconeixement públic de la seva tasca com a investigadora i per esperonar la recerca sobre la història de les dones. Des del 2012, el premi te també el suport del Govern de la Regió Toscana i reconeix cada any dues tesis de llicenciatura magistral o de doctorat, en llengua italiana, anglesa o francesa, que tractin d'història de les dones i història de gènere, des de l'antiguitat a l'edat contemporània. Les persones aspirants al premi han de tenir una edat no superior als trenta-cinc anys. A la Biblioteca de les Oblades de Florència es va crear una secció en la qual es troben tots els treballs presentats al premi des del 1991 al 2003. Des del 2013 la Regió Toscana publica la col·lecció Premi Franca Pieroni Bortolotti, que recull els treballs seleccionats pel jurat del Premi.